# Wirtschaftswunder

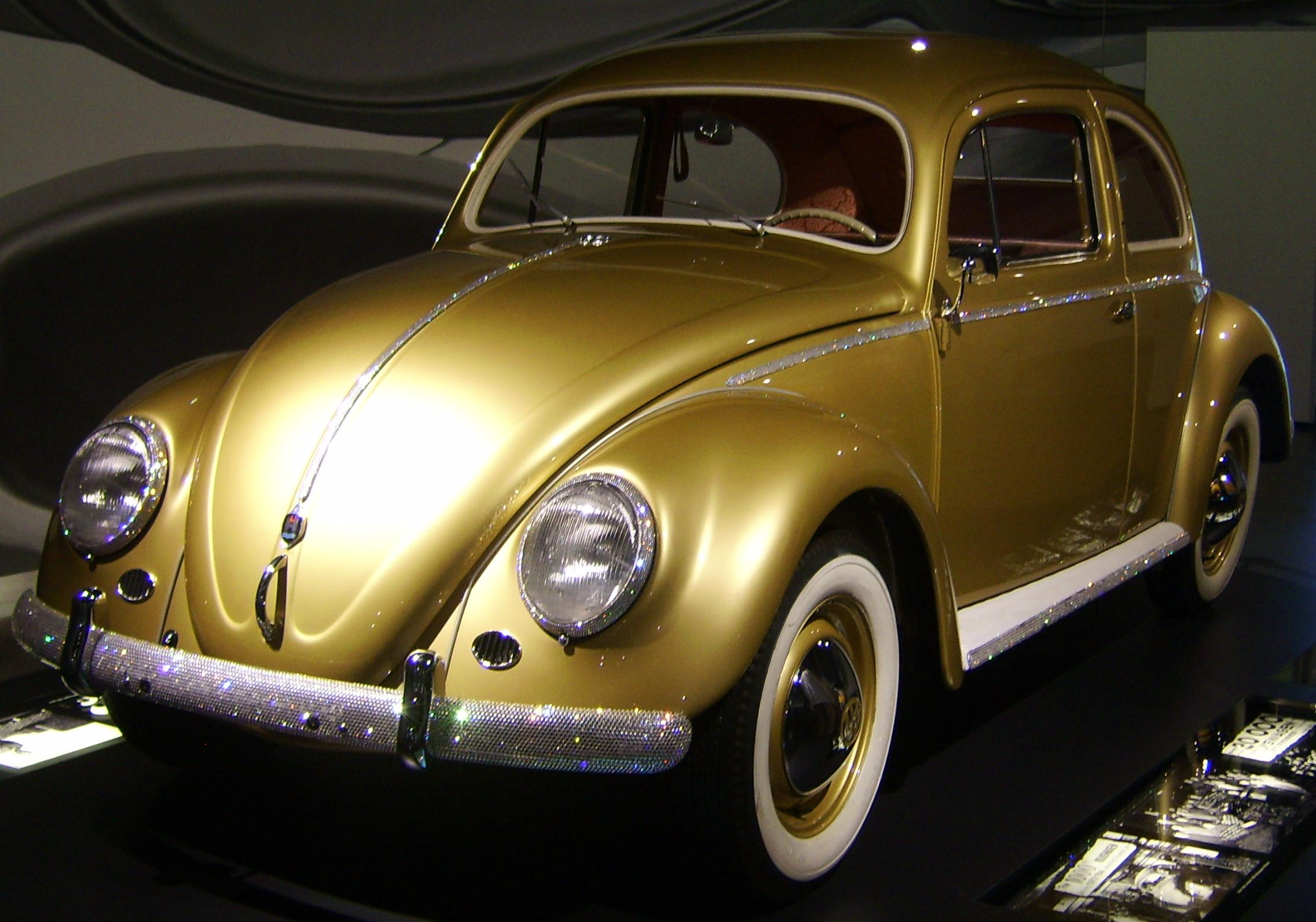
De miljoenste VW Kever, symbool van het Wirtschaftswunder

Het Wirtschaftswunder (economisch wonder) was het opmerkelijke herstel van de West-Duitse economie na de Tweede Wereldoorlog. De term werd voor het eerst gebruikt door The Times in 1950.
Het Wirtschaftswunder kwam ten dele tot stand door de economische hulp die de Verenigde Staten leverden in de vorm van het Marshallplan, maar voornamelijk door invoering van de Duitse mark in 1948 ter vervanging van de waardeloos geworden Reichsmark. Met het Marshallplan en de invoering van de Duitse mark kwam een eind aan de Amerikaanse politiek van ontmanteling van de Duitse industrie via het Morgenthau-plan.
De invloed van het Marshallplan op de West-Duitse economie was relatief beperkt: de Duitsers moesten veel meer aan herstelbetalingen en kosten voor de bezetting betalen dan zij in de vorm van het Marshallplan ontvingen.
Door de Koreaanse Oorlog (1950-1953) nam wereldwijd de vraag naar goederen toe. West-Duitsland kon hier goed op inspelen: het land had een groot potentieel aan goed opgeleide goedkope arbeidskrachten. Gedurende de Koreaanse Oorlog kon West-Duitsland zijn export verdubbelen. Vanaf het eind van de jaren 1950 had West-Duitsland een van de sterkste economieën ter wereld.
De term Wirtschaftswunder wordt veelal verbonden met de naam Ludwig Erhard die tussen 1949 en 1963 minister van Economische Zaken was onder kanselier Konrad Adenauer.
Al in 1936 gebruikte de naar Nederland geëmigreerde Duitse auteur Hans Erich Priester de term Wirtschaftswunder in de titel van een bij de Nederlandse uitgeverij Querido verschenen Duitstalig boek over het economisch herstel van Duitsland na de beurscrisis.